# Toguraci
La mine d'or de Toguraci se trouve à 2 kilomètres au sud-ouest de celle de Gosowong, dans l'île indonésienne de Halmahera dans les Moluques. Elle est exploitée depuis 2004 par PT Nusa Halmahera Minerals, une entreprise détenue à 82,5 % par la société minière australienne Newcrest Mining et à 17,5 % par PT Aneka Tambang, une société minière d'État indonésienne.
Le 7 janvier 2004, une centaine d'habitants de la ville voisine de Kao et du village de Malifut manifestaient contre les activités de la mine. Ils se sont heurtés à des soldats de la Brigade Mobil, un corps de la police indonésienne organisé comme une unité militaire. Celle-ci a fait feu, faisant un mort.